# Бози
Бози (фр. Bauzy) насеље је и општина у централној Француској у региону Центар (регион), у департману Лоар и Шер која припада префектури Блоа.
По подацима из 2011. године у општини је живело 269 становника, а густина насељености је износила 10,89 становника/km². Општина се простире на површини од 24,7 km². Налази се на средњој надморској висини од 85 метара (максималној 113 m, а минималној 79 m).

## Демографија
| 1962. | 1968. | 1975. | 1982. | 1990. | 1999. | 2011. |
| ----- | ----- | ----- | ----- | ----- | ----- | ----- |
| 194   | 211   | 161   | 185   | 234   | 257   | 269   |

График промене броја становника у току последњих година